# Acropora elizabethensis
Acropora elizabethensis är en korallart som beskrevs av Veron 2002. Acropora elizabethensis ingår i släktet Acropora och familjen Acroporidae. Inga underarter finns listade i Catalogue of Life.